# 사이즈촌 (시즈오카현)
사이즈촌(일본어: 西豆村)은 일본 시즈오카현 기미사와군·다가타군에 속해있던 촌이다. 현재의 이즈시의 스루가만에 접한 지역의 남부에 해당한다.

## 역사
- 1889년 4월 1일 - 정촌제 시행에 의해 기미사와군 사이즈촌이 성립하였다.
- 1896년 4월 1일 - 군 개편에 의해 다카타군에 속하게 되었다.
- 1956년 9월 30일 - 도이정에 편입해, 동일 사이즈촌은 폐지되었다.

## 참고문헌
- 角川日本地名大辞典 22 静岡県